# Gorenje, Šmartno ob Paki
Gorenje je naselje v Občini Šmartno ob Paki.